# Sapromyza sororia
Sapromyza sororia är en tvåvingeart som beskrevs av Samuel Wendell Williston  1896. Sapromyza sororia ingår i släktet Sapromyza och familjen lövflugor.
Artens utbredningsområde är Bermuda. Inga underarter finns listade i Catalogue of Life.